# Kora Awards
Pour les articles homonymes, voir Kora (homonymie) et Awards.
Les Kora Awards sont des récompenses attribuées dans le domaine musical à des artistes du continent africain, à l'image des Victoires de la musique en France, ou des Grammy Awards aux États-Unis.
Parmi les multi-distingués on trouve Werrason, Koffi Olomidé, P-Square, Cesária Évora, DJ Arafat ou encore Myriam Makeba.

## Histoire
Les Kora Awards sont créés en 1994 par le béninois Ernest Adjovi, qui « s’improvise un beau matin organisateur de spectacles en Afrique du Sud ». Le nom de ces prix fait référence à la kora, instrument de musique à cordes africain.
De 1996 à 2005, la cérémonie, retransmise par jusqu’à 76 télévisions dans le monde, se déroule en Afrique du Sud. L’édition 2007 est annulée après des différends, l’Afrique du Sud ayant « cherché à tout régenter pour en faire un événement national » selon Adjovi, et la cérémonie reprend en 2008 au Nigéria. L’organisation connaît dans ce pays de nouvelles difficultés, et les Kora Awards ne réapparaissent qu’en 2010 au Burkina Faso.

## Lauréats

### Édition 1996
Voici le palmarès de l’édition de 1996 des Kora Awards, qui s’est déroulée en Afrique du Sud :
- Meilleur artiste masculin d’Afrique : Youssou N'Dour (Sénégal), Papa Wemba (République démocratique du Congo).

- Meilleure artiste féminine d’Afrique : Miriam Makeba (Afrique du Sud).

- Meilleur artiste masculin espoir d’Afrique : Lokua Kanza (République démocratique du Congo).

- Meilleure artiste féminine espoir d’Afrique : Brenda Fassie (Afrique du Sud).

- Meilleur artiste d’Afrique du Nord : Cheb Mami (Algérie).

- Meilleur artiste d’Afrique de l’Ouest : Meiway (Côte d’Ivoire).

- Meilleur artiste d’Afrique centrale : Awilo Longomba (République démocratique du Congo).

- Meilleur musicien d’Afrique : Bheki Mseleku (Afrique du Sud).

- Meilleur groupe d’Afrique : Bayeté (Afrique du Sud).

- Meilleur arrangement d’Afrique : Denzil Waela (Afrique du Sud).

- Prix pour l’ensemble de sa carrière : Miriam Makeba (Afrique du Sud).

### Édition 1997
Voici le palmarès de l’édition de 1997 des Kora Awards, qui s’est déroulée en Afrique du Sud :
- Meilleur artiste masculin d’Afrique : Ismaël Lô (Sénégal).

- Meilleure artiste féminine d’Afrique : Angélique Kidjo (Bénin).

- Meilleur artiste masculin espoir d’Afrique : Cheikh Lô (Sénégal).

- Meilleure artiste féminine espoir d’Afrique : Khadja Nin (Burundi).

- Meilleur artiste masculin d’Afrique du Nord : Cheb Khaled (Algérie).

- Meilleure artiste féminine d’Afrique de l’Ouest : Cesária Évora (Cap-Vert).

- Meilleur artiste d’Afrique centrale : Awilo Longomba (République démocratique du Congo).

- Meilleur artiste masculin d’Afrique de l’Est : Ziskakan (La Réunion).

- Meilleur artiste de la diaspora d’Europe et des Caraïbes : Édith Lefel (France).

- Meilleur artiste de musique traditionnelle d’Afrique : Angélique Kidjo (Bénin).

- Meilleur groupe de musique traditionnelle d’Afrique : Nigui Saff K-Dance (Côte d’Ivoire).

- Meilleur arrangement d’Afrique : Boncana Maïga (Mali).

- Meilleure vidéo d’Afrique : Ismaël Lô (Sénégal).

- Prix spécial du jury : Cesária Évora (Cap-Vert).

### Édition 1998
- Prix du meilleur artiste traditionnel : Ebawadé (Bénin)[7].
- Prix du meilleur espoir féminin : Jennifer Jones (Afrique du Sud)
- Prix du meilleur espoir masculin : Omar Pene (Sénégal)
- Prix du meilleur artiste d'Afrique du Nord : Iness Mezel (Algérie)
- Prix du meilleur artiste d'Afrique centrale : Koffi Olomide (RDC)
- Prix du meilleur artiste d'Afrique de l'Ouest : Meiway (RCI)
- Prix du meilleur artiste d'Afrique australe : Ringo (Afrique du Sud)
- Prix du meilleur arrangeur : Meiway (RCI)
- Prix du meilleur vidéo clip : Meiway (RCI)
- Prix du meilleur artiste/groupe africain : Juluka (Afrique du Sud)
- Prix du meilleur artiste masculin : Ringo (Afrique du Sud)
- Prix de la meilleure artiste féminine : Iness Mezel (Algérie)
- Prix du meilleur artiste de la diaspora afro-carribéenne et européenne : Jean-Luc Alger (Martinique)
- Prix du meilleur artiste de la diaspora afro-américaine : Boyz II Men (États-Unis)
- Prix du meilleur artiste traditionnel : Ebawade (Bénin)
- Prix d'honneur pour l'ensemble de sa carrière : Cheikh Modibo Diarra, astronaute, responsable du programme Explorer de la Nasa. Envoyé sur les missions Magellan, Venus, Mars.

### Édition 1999
Voici le palmarès de l’édition de 1999 des Kora Awards, qui s’est déroulée en Afrique du Sud :
- Meilleur artiste masculin d’Afrique : Femi Kuti (Nigéria).

- Meilleure artiste féminine d’Afrique : Brenda Fassie (Afrique du Sud).

- Meilleur artiste masculin espoir d’Afrique : Axel Govinda (Côte d’Ivoire).

- Meilleur artiste d’Afrique du Nord : Takfarinas (Algérie).

- Meilleur artiste masculin d’Afrique de l’Ouest : Femi Kuti (Nigeria).

- Meilleur artiste d’Afrique centrale : Bozi Boziana (République démocratique du Congo).

- Meilleur artiste d’Afrique de l’Est : Khadja Nin (Burundi).

- Meilleur artiste d’Afrique du Sud : Ringo Madlingozi (Afrique du Sud).

- Meilleur artiste de la diaspora des États-Unis : Lauryn Hill (États-Unis).

- Meilleur artiste de la diaspora d’Europe et des Caraïbes : Natali Lorio (France).

- Meilleur groupe d’Afrique : Bisso Na Bisso (République du Congo).

- Meilleur groupe de musique traditionnelle d’Afrique : Nigui Saff K-Dance (Côte d’Ivoire).

- Meilleur arrangement : Bisso Na Bisso (République du Congo).

- Meilleure vidéo : Bisso Na Bisso (République du Congo).

### Édition 2000
Voici le palmarès de l’édition de 2000 des Kora Awards, qui s’est déroulée en Afrique du Sud :
- Meilleur artiste masculin d’Afrique : Wes (Cameroun).

- Meilleure artiste féminine d’Afrique : Zenzi (Afrique du Sud).

- Meilleur artiste masculin espoir d’Afrique : Kaysha (République démocratique du Congo).

- Meilleure artiste féminine espoir d’Afrique : Zenzi (Afrique du Sud).

- Meilleur artiste masculin d’Afrique de l’Ouest : Kojo Antwi (Ghana).

- Meilleur artiste masculin d’Afrique centrale : André-Marie Tala (Cameroun).

- Meilleur artiste masculin d’Afrique de l’Est : Jean-Marc Volcy (Seychelles).

- Meilleur artiste masculin d’Afrique australe : Jabu Khanyile (Afrique du Sud).

- Meilleur artiste de la diaspora des États-Unis : Sisqó (États-Unis).

- Meilleur groupe d’Afrique : Extra Musica (République du Congo).

- Meilleur artiste de musique traditionnelle d’Afrique : King Mensah (Togo).

- Meilleur arrangement d’Afrique : Valerie Kimani (Kenya).

- Prix pour l’ensemble de sa carrière : Kofi Annan (Ghana).

- Meilleure vidéo d’Afrique : Wes (Cameroun).

- Meilleur artiste d’Afrique du Nord : Seba (Algérie).

### Édition 2001
Voici le palmarès de l’édition de 2001 des Kora Awards, qui s’est déroulée en Afrique du Sud :
- Meilleure artiste féminine espoir d’Afrique : Rokia Traoré (Mali), Felia Mballo (Sénégal).

- Meilleur artiste d’Afrique du Nord : Rhany Kabbadj (Maroc).

- Meilleure artiste féminine d’Afrique : Coumba Gawlo (Sénégal).

- Meilleur artiste masculin d’Afrique : Werrason (République démocratique du Congo).

- Meilleur artiste d’Afrique australe : Mandoza (Afrique du Sud).

- Meilleur artiste de la diaspora des États-Unis : Bebe Winans (États-Unis).

- Meilleur groupe d’Afrique : Bongo Maffin (Afrique du Sud).

- Meilleure artiste féminine d’Afrique de l’Ouest : Coumba Gawlo (Sénégal).

- Meilleure vidéo d’Afrique : Sawt el Atlas (Maroc).

- Prix spécial du jury : Brenda Fassie (Afrique du Sud), Awilo Longomba, (République démocratique du Congo).

- Meilleur artiste de musique traditionnelle d’Afrique : Meiway (Côte d’Ivoire).

- Meilleur arrangement d’Afrique : Yvonne Chaka Chaka (Afrique du Sud).

- Meilleur artiste masculin espoir d’Afrique : Ernie Smith (Côte d’Ivoire).

- Meilleure artiste féminine d’Afrique de l’Est : Sandra Mayotte (Maurice).

### Édition 2002
Voici le palmarès de l’édition de 2002 des Kora Awards, qui s’est déroulée en Afrique du Sud :
- Meilleure artiste féminine espoir d’Afrique : Annie-Flore Batchiellilys (Gabon).

- Meilleur artiste masculin espoir d’Afrique : Blak Twang (Royaume-Uni).

- Meilleur artiste d’Afrique de l’Est : Eric Wainaina (Kenya).

- Meilleur groupe d’Afrique : Makoma (République démocratique du Congo).

- Meilleur arrangement d’Afrique : Meiway (Côte d’Ivoire).

- Meilleur artiste masculin d’Afrique centrale : Koffi Olomidé (République démocratique du Congo).

- Meilleure artiste féminine d’Afrique de l’Ouest : Suzanna Lubrano (Cap-Vert).

- Meilleure artiste féminine d’Afrique : Judith Sephuma (Afrique du Sud).

- Meilleur artiste de musique traditionnelle d’Afrique : King Mensah (Togo).

- Meilleur artiste de la diaspora des États-Unis : Shaggy (États-Unis).

- Meilleure vidéo d’Afrique : Koffi Olomidé (République démocratique du Congo).

- Meilleur artiste masculin d’Afrique : Koffi Olomidé (République démocratique du Congo).

- Prix spécial du jury : Koffi Olomidé (République démocratique du Congo).

### Édition 2003
Voici le palmarès de l’édition de 2003 des Kora Awards, qui s’est déroulée en Afrique du Sud :
- Meilleur artiste masculin d’Afrique australe : Oliver Mtukudzi (Zimbabwe).

- Meilleure artiste féminine espoir d’Afrique : Barbara Kanam (République démocratique du Congo).

- Meilleur artiste masculin espoir d’Afrique : Jean-Paul Samputu (Rwanda).

- Meilleure artiste féminine d’Afrique de l’Ouest : Suzanna Lubrano (Cap-Vert).

- Meilleur artiste masculin d’Afrique centrale : Alexandre Douala (Cameroun).

- Meilleure artiste féminine de la diaspora des États-Unis : Angie Stone (États-Unis).

- Meilleur groupe d’Afrique : Anti Palu (Côte d’Ivoire), Quartier Latin International (République démocratique du Congo).

- Meilleure artiste féminine d’Afrique australe : Busi Mhlongo (Afrique du Sud).

- Meilleure artiste féminine d’Afrique de l’Est : Chamsia Sagaf (Comores).

- Meilleur artiste masculin d’Afrique de l’Est : George Okudi (Ouganda).

- Meilleure vidéo d’Afrique : Jeff Maluleke (Afrique du Sud).

- Meilleur artiste masculin de la diaspora des États-Unis : Ludacris (États-Unis).

- Meilleur artiste masculin de gospel d’Afrique : Lundi (Afrique du Sud).

- Meilleur groupe de musique traditionnelle d’Afrique : Machesa Traditional Group (Botswana).

- Meilleure artiste féminine d’Afrique centrale : Mbilia Bel (République démocratique du Congo), Tshala Muana (République démocratique du Congo).

- Meilleur arrangement d’Afrique : Yvonne Chaka Chaka (Afrique du Sud).

- Meilleur groupe de Gospel d’Afrique : Notre Dame de la Salette (Gabon).

- Meilleur artiste masculin d’Afrique de l’Ouest : Kojo Antwi (Ghana).

- Meilleure artiste féminine d’Afrique : Suzanna Lubrano (Cap-Vert).

- Prix pour l’ensemble de sa carrière : Youssou N’Dour (Sénégal).

- Meilleur artiste masculin d’Afrique : Oliver Mtukudzi (Zimbabwe).

### Édition 2004
Voici le palmarès de l’édition de 2004 des Kora Awards, qui s’est déroulée en Afrique du Sud :
- Meilleur groupe de gospel d’Afrique : Schekina (Côte d’Ivoire).

- Meilleur arrangement d’Afrique : Wanda Baloyi (Afrique du Sud).

- Meilleur artiste masculin de gospel d’Afrique : Lundi (Afrique du Sud).

- Meilleur artiste masculin espoir d’Afrique : Madson Junior (Burkina Faso).

- Meilleure artiste féminine d’Afrique australe: Thandiswa Mazwai (Afrique du Sud).

- Meilleure artiste féminine d’Afrique de l’Est : Achieng Abura (Kenya), Tsedenia Gebremarkos (Éthiopie).

- Meilleure artiste féminine d’Afrique de l’Ouest : Kamaldine (Guinée).

- Meilleur artiste masculin d’Afrique centrale : Werrason (République démocratique du Congo), Félix Wazekwa (République démocratique du Congo).

- Meilleur artiste masculin d'Afrique australe : Kabelo Mabalane (Afrique du Sud).

- Meilleur artiste masculin d’Afrique de l’Est : Big Pin (Kenya).

- Meilleur artiste masculin d’Afrique de l’Ouest : Kunle (Nigéria).

- Meilleur artiste de musique traditionnelle : King Mensah (Togo).

- Meilleure vidéo d’Afrique : Reggie Rockstone (Ghana), Bonginkosi Dlamini, (Afrique du Sud).

- Meilleur groupe d’Afrique : JJC & 419 Squad (Nigéria).

- Meilleure artiste féminine de gospel d’Afrique : Deborah Fraser (Afrique du Sud).

- Meilleure artiste féminine espoir d’Afrique : Swazi (Afrique du Sud), Dinaly, (Cameroun).

- Meilleur artiste masculin de la diaspora des États-Unis : Usher (États-Unis).

- Meilleur groupe d’Afrique : Malaïka (Afrique du Sud).

- Meilleur groupe de musique traditionnelle d’Afrique : Mahube (Afrique du Sud).

- Meilleur de la diaspora d’Europe et des Caraïbes : Kaysha (France).

- Meilleure artiste féminine d’Afrique de l’Ouest : Thandiswa Mazwai (Afrique du Sud).

### Édition 2005
Voici le palmarès de l'édition de 2005 des Kora Awards, qui s'est déroulée en Afrique du Sud :
- Meilleur artiste masculin d’Afrique : Hugh Masekela (Afrique du Sud).

- Meilleure artiste féminine d’Afrique : Adja Soumano (Mali).

- Meilleur artiste masculin espoir d’Afrique : 2face Idibia (Nigeria).

- Meilleure artiste féminine espoir d’Afrique : Kaz (Kenya).

- Meilleur artiste masculin d’Afrique de l’Ouest : Martin Hod (Bénin), Neji (Nigéria).

- Meilleure artiste féminine d’Afrique de l’Ouest : Zeinab (Bénin).

- Meilleure artiste féminine d’Afrique centrale : Naneth (Gabon).

- Meilleure artiste féminine d’Afrique de l’Est : Neema (Kenya).

- Meilleur artiste masculin d’Afrique de l’Est : Alain Auriant (Maurice).

- Meilleure vidéo d’Afrique : Afrotenors (Afrique du Sud).

- Meilleur groupe d’Afrique de l’Ouest et d’Afrique : Ade Bantu (Nigéria).

- Meilleure artiste féminine de gospel d’Afrique : Folake Umosen (Nigéria).

- Meilleur artiste masculin de musique traditionnelle d’Afrique : Jolidon (Bénin).

- Meilleure artiste féminine de musique traditionnelle d’Afrique : Kefee (Nigéria).

- Meilleur groupe et artiste hip-hop d’Afrique : Kôba Building  (Gabon).

- Meilleur groupe d’Afrique australe : Malaika (Afrique du Sud).

- Meilleur groupe d’Afrique centrale : Les Marquis de maison mère (République démocratique du Congo).

- Meilleur groupe d’Afrique de l’Est : Longombas (Kenya).

- Meilleure artiste féminine d’Afrique australe : Perola (Angola).

- Meilleur groupe d’Afrique de l’Ouest : Praye (Ghana).

- Meilleur arrangement d’Afrique : Toumani Diabaté (Mali).

- Meilleur artiste de la diaspora des États-Unis : Will Smith (États-Unis).

- Meilleur artiste masculin d’Afrique centrale : Werrason (République démocratique du Congo).

- Meilleur artiste de la diaspora d’Europe et des Caraïbes : Kaysha (France).

- Meilleur groupe de gospel d’Afrique : Maximum Melodies (Kenya).

- Meilleure artiste féminine d’Afrique de l’Ouest : Adja Soumano (Mali).

- Prix pour l’ensemble de sa carrière : Koffi Olomidé (République démocratique du Congo).

### Édition 2010
Voici le palmarès de l'édition de 2010 des Kora Awards, qui s'est déroulée en Burkina Faso :
- Meilleure artiste féminine d’Afrique : Asa (Nigéria).

- Meilleur artiste de musique traditionnelle d’Afrique : Bassekou Kouyaté (Mali).

- Meilleur groupe de reggae d’Afrique : Chronik 2H (Sénégal).

- Meilleur groupe de la diaspora d’Europe et des Caraïbes : MC Malcriado (Cap-Vert).

- Meilleur artiste de reggae d’Afrique : King Wadada (Nigéria), Sasha Marley (Ghana).

- Meilleure groupe de musique traditionnelle d’Afrique : Ladysmith Black Mambazo (Afrique du Sud).

- Meilleur arrangement d’Afrique : Toumani Diabaté (Mali).

- Meilleur artiste masculin d’Afrique : P-Square (Nigéria).

- Meilleur artiste masculin de gospel d’Afrique : Sammie Okposo (Nigéria).

- Meilleur artiste de hip-hop d’Afrique : Smockey (Burkina Faso).

- Meilleure artiste féminine espoir d’Afrique : Chidinma (Nigéria).

- Meilleur groupe de gospel d’Afrique : Maximum Melodies (Kenya), Black Diamond (Sénégal).

- Meilleure artiste féminine de gospel d’Afrique : Noelie Elykem (Togo).

- Prix pour l’ensemble de sa carrière : Pierre Claver Akendengue (Gabon), Cesária Évora (Cap-Vert).

- Meilleur groupe d’Afrique : P-Square (Nigéria).

- Meilleure vidéo d’Afrique : P-Square (Nigéria).

- Meilleure artiste féminine de la diaspora d’Europe et des Caraïbes : Felia (Sénégal).

- Meilleure artiste féminine de la diaspora des États-Unis : Alicia Keys (États-Unis).

### Édition 2012
La 12ème édition des Kora Awards s'est tenu le 30 décembre 2012 à Abidjan en Côte d'Ivoire et était co-présenté par Robert Brazza et Sophy Aiida. Voici le palmarès de l'édition de 2012 des Kora Awards :
- Meilleur artiste d’Afrique : DJ Arafat (Côte d’Ivoire).

- Meilleure artiste féminine de musique traditionnelle d’Afrique : Aida Samb (Sénégal).

- Meilleur artiste d’Afrique du Nord : Cheb Khaled (Algérie).

- Meilleure artiste féminine d’Afrique de l’Ouest : Chidinma (Nigéria).

- Meilleur artiste masculin espoir d’Afrique : Davido (Nigéria).

- Meilleure artiste féminine d’Afrique du Nord : Hasna El Becharia (Algérie).

- Meilleure artiste féminine d’Afrique de l’Est : Juliana Kanyomozi (Ouganda).

- Meilleur artiste masculin d’Afrique de l’Est : Kidum (Burundi).

- Meilleur artiste masculin d’Afrique central : Lord Ekomy Ndong (Gabon).

- Meilleur artiste masculin d’Afrique de l’Ouest : DJ Arafat (Côte d’Ivoire).

- Meilleure artiste féminine d’Afrique centrale : Mounira Mitchala (Tchad).

- Meilleur groupe de gospel d’Afrique : Seraphim Songs (Burundi).

- Meilleur artiste masculin de gospel d’Afrique : Yvan (Bénin).

- Meilleure artiste féminine de d’Afrique australe : Zahara (Afrique du Sud).

- Meilleur groupe d’Afrique : Magic System (Côte d’Ivoire).

- Meilleure artiste féminine de la diaspora d’Europe et des Caraïbes : Sega'el (Réunion).

- Meilleure artiste féminine espoir d’Afrique : Sèssimè (Bénin).

- Meilleur artiste masculin de musique traditionnelle d’Afrique : Stanlux (Togo).

- Meilleur groupe masculin de la diaspora d’Europe et des Caraïbes : Sexion d'assaut (France).

- Meilleur artiste masculin de la diaspora des États-Unis : Chris Brown (États-Unis).

- Meilleure artiste féminine de la diaspora des États-Unis : Rihanna (États-Unis).

- Meilleur groupe de musique traditionnelle d’Afrique : Les Frères Guèdèhounguè (Bénin).

- Meilleur directeur musical d’Afrique : Gelongal (Sénégal).

- Meilleur artiste masculin d’Afrique australe : The Dogg (Namibie).

- Meilleure artiste féminine de gospel d’Afrique : Sœur Lydie (République démocratique du Congo).

## Édition 2016
Les Kora Awards 2016, qui devaient initialement se dérouler en Namibie, ont été reportés à une date inconnue à la suite des problèmes rencontrés par les organisateurs pour faire transiter leur matériel de l’Afrique du Sud vers la Namibie.

## Récompenses multiples
- 7 Kora Awards: Meiway
- 6 Kora Awards:Werason,Koffi Olomidé
- 5 Kora Awards : P-Square, Bongo Maffin.
- 4 Kora Awards :  Cesária Évora, Kaysha, King Mensah.
- 3 Kora Awards : Malaïka, Ismaël Lô, Awilo Longomba, Coumba Gawlo, Bisso Na Bisso, Angélique Kidjo, Khadja Nin, Cheb Mami.